# Simon Maris

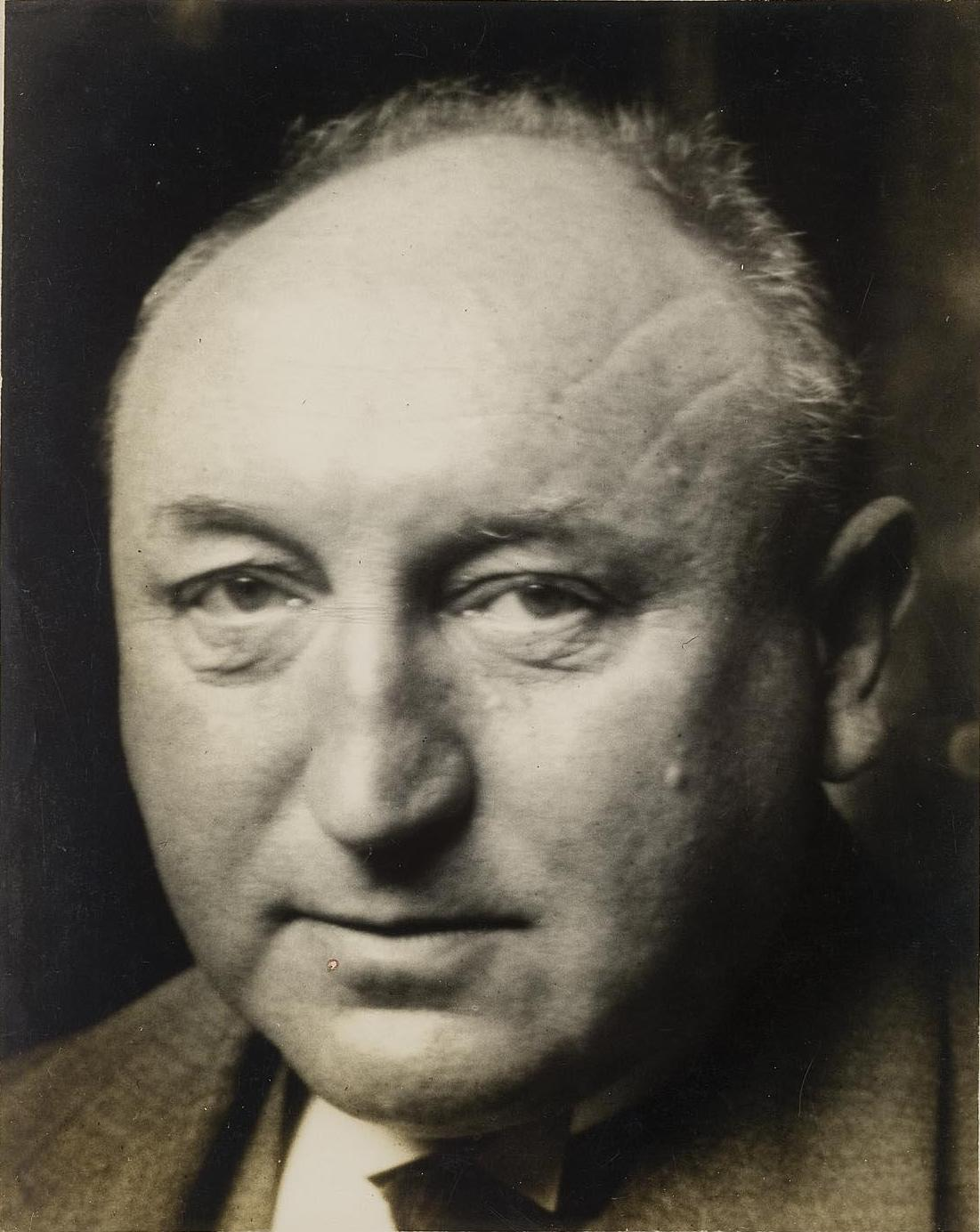
Simon Maris, 1920–23

Simon Willem Maris (* 21. Mai 1873 in Den Haag; † 22. Januar 1935 in Amsterdam) war ein niederländischer Maler und Kunsthändler.

## Leben und Werk
Simon Maris war der Sohn und Schüler des Kunstmalers Willem Maris. Er wohnte und arbeitete in Den Haag, Weesp, Antwerpen (nach 1895), Brüssel, Amsterdam und nach 1902 in Paris. Zweieinhalb Jahre studierte er an der Koninklijke Academie van Beeldende Kunsten in Den Haag und zwei Jahre an der Academie voor Beeldende Kunsten in Antwerpen. Maris machte eine einjährige Studienreise nach Paris und eine weitere nach Italien. Im Jahr 1901 unternahm er mit seinem Freund Piet Mondrian eine Reise nach Spanien und porträtierte ihn 1906 am Fluss Gein.
Maris’ Werke, die hauptsächlich aus Frauenporträts bestehen, sind unter anderem im Rijksmuseum  in Amsterdam und im Museum voor Moderne Kunst in Arnhem ausgestellt.

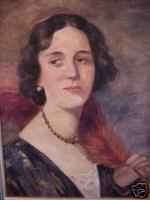
Porträt einer Frau
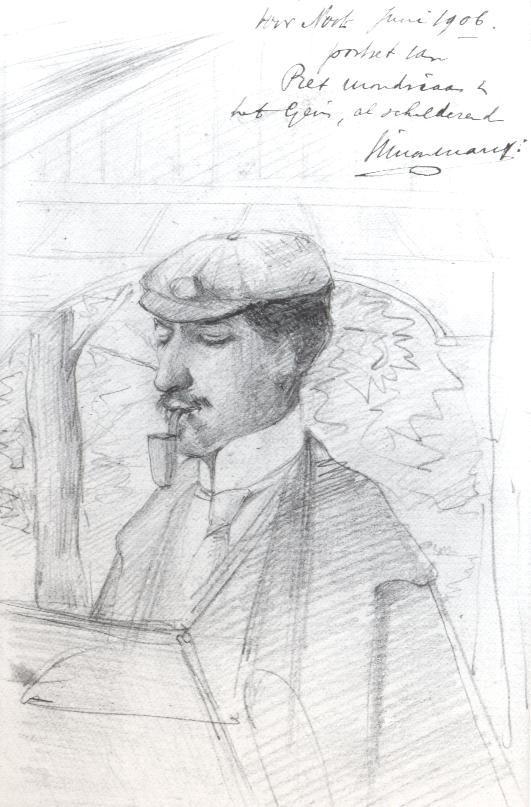
Mondrian malt am Fluss Gein, 1906
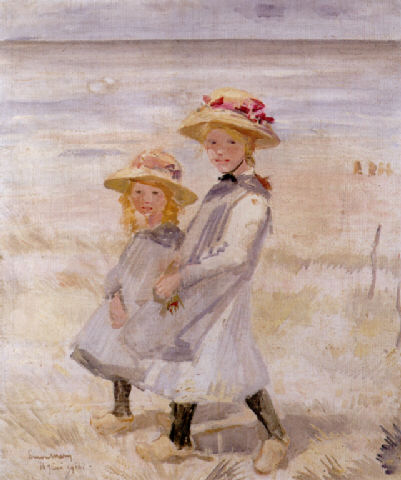
Zwei junge Mädchen in den Dünen, 1916
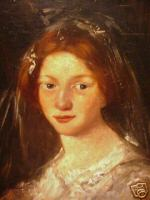
Porträt eines jungen Mädchens
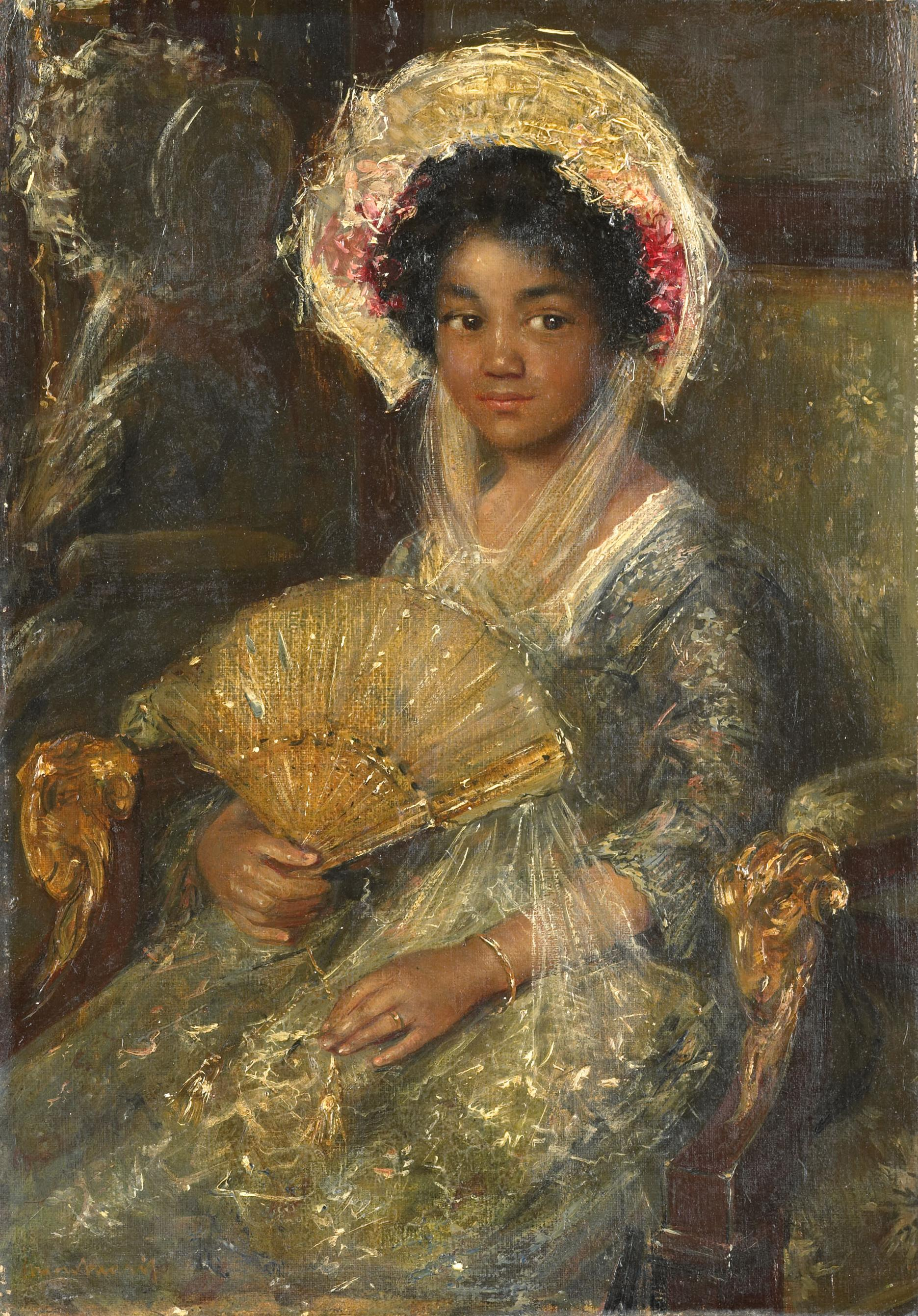
Isabella, 1895–1922